# Ivád, Heves
Ivád  este un sat în districtul Pétervására, județul Heves, Ungaria, având o populație de 385 de locuitori (2011). 

## Demografie
Componența etnică a satului Ivád
     Maghiari (88,77%)
     Romi (8,62%)
     Necunoscut (2,61%)
     Alții (2,61%)
Componența confesională a satului Ivád
     Fără religie (5,71%)
     Reformați (2,34%)
     Necunoscută (91,17%)
     Atei (0,78%)
     Alte religii (4,42%)
Conform recensământului din 2011, satul Ivád avea 385 de locuitori. Din punct de vedere etnic, majoritatea locuitorilor (88,77%) erau maghiari, cu o minoritate de romi (8,62%). Apartenența etnică nu este cunoscută în cazul a 2,61% din locuitori. Nu există o religie majoritară, locuitorii fiind persoane fără religie (5,71%) și reformați (2,34%). Pentru 91,17% din locuitori nu este cunoscută apartenența confesională.